# Peekskill-meteoriet

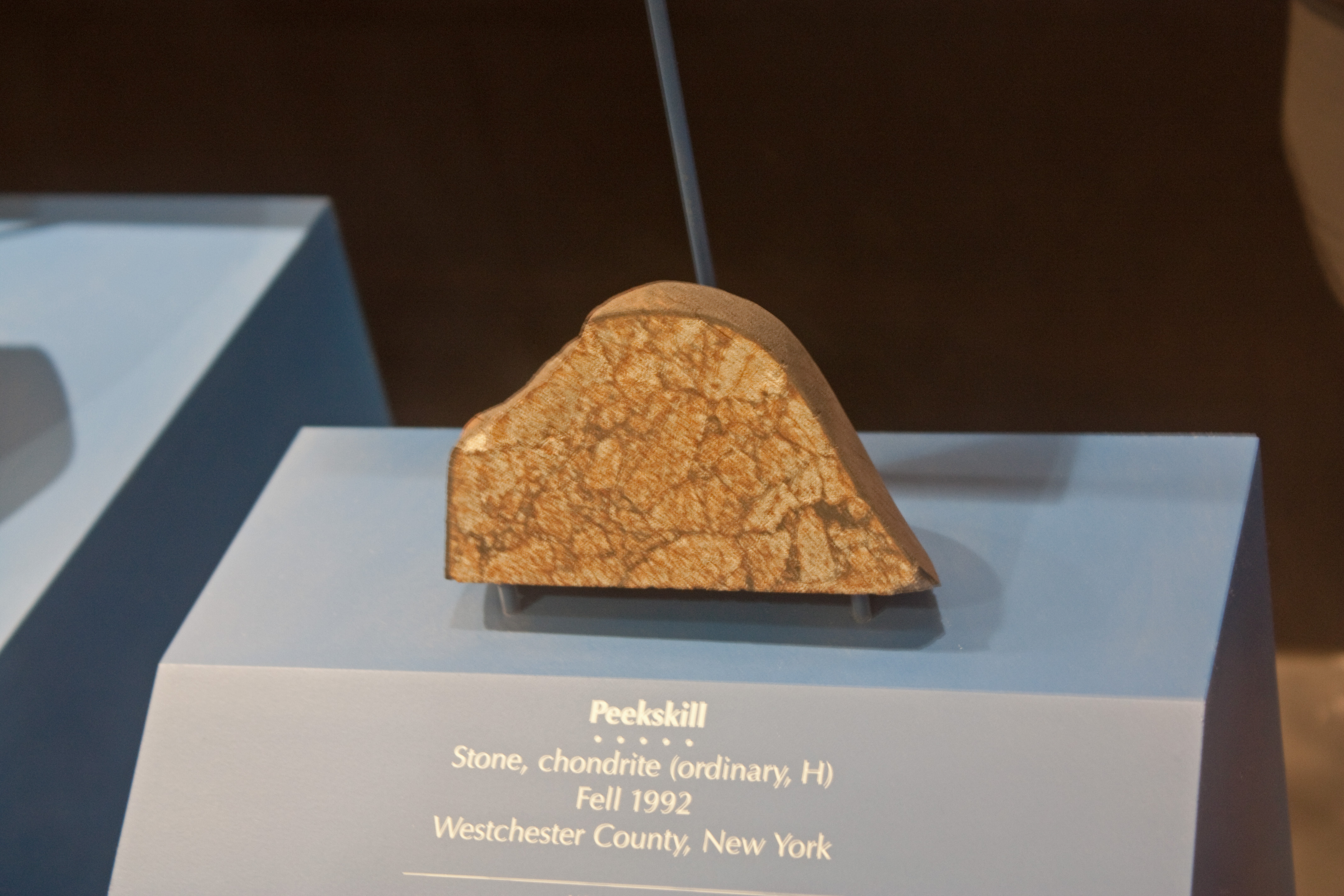
Fragment van de meteoriet in het National Museum of Natural History, Washington D.C.

De Peekskill-meteoriet is een meteoriet die op 9 oktober 1992 insloeg in een geparkeerde auto in Peekskill, een plaats in de Amerikaanse staat New York.
De gebeurtenis is een van de best vastgelegde meteorietinslagen ter wereld.

## Beschrijving
De Peekskill-meteoriet, geclasseerd als een H6-chondriet, is een breccie: een gesteente opgebouwd uit onregelmatige brokstukken van ouder gesteente. Hij bestaat voor ongeveer 20 procent uit nikkel en ijzer. Op het moment van inslag was de meteoriet ongeveer 30 centimeter in doorsnede en woog hij 12,57 kilogram. De leeftijd wordt geschat op zo'n 4,4 miljard jaar.

## Nadering
Toen de meteoriet op 9 oktober 1992 boven de staat Kentucky door de dampkring kwam, werd hij waargenomen door duizenden toeschouwers langs de oostkust. Verschillende inwoners van Pittsburgh, Philadelphia en Washington beschreven het als een "grote groenachtige vuurbal". De gebeurtenis vond plaats op een vrijdagavond, het tijdstip waarop er veel lokale football-wedstrijden werden gespeeld. Veel sportfanaten die een camera of een videocamera bij hadden, legden de afdaling van de meteoriet vast. De afdaling is vastgelegd op zestien verschillende video's (alleen de meteoroïde bij Tsjeljabinsk is nog beter vastgelegd), waardoor het voor wetenschappers mogelijk werd om het precieze traject en snelheid van de meteoriet te bepalen. De meteoriet had aanvankelijk een snelheid van 14 kilometer per seconde (50.400 kilometer per uur); op het moment van de inslag was deze gedaald naar 264 kilometer per uur.

## Inslag

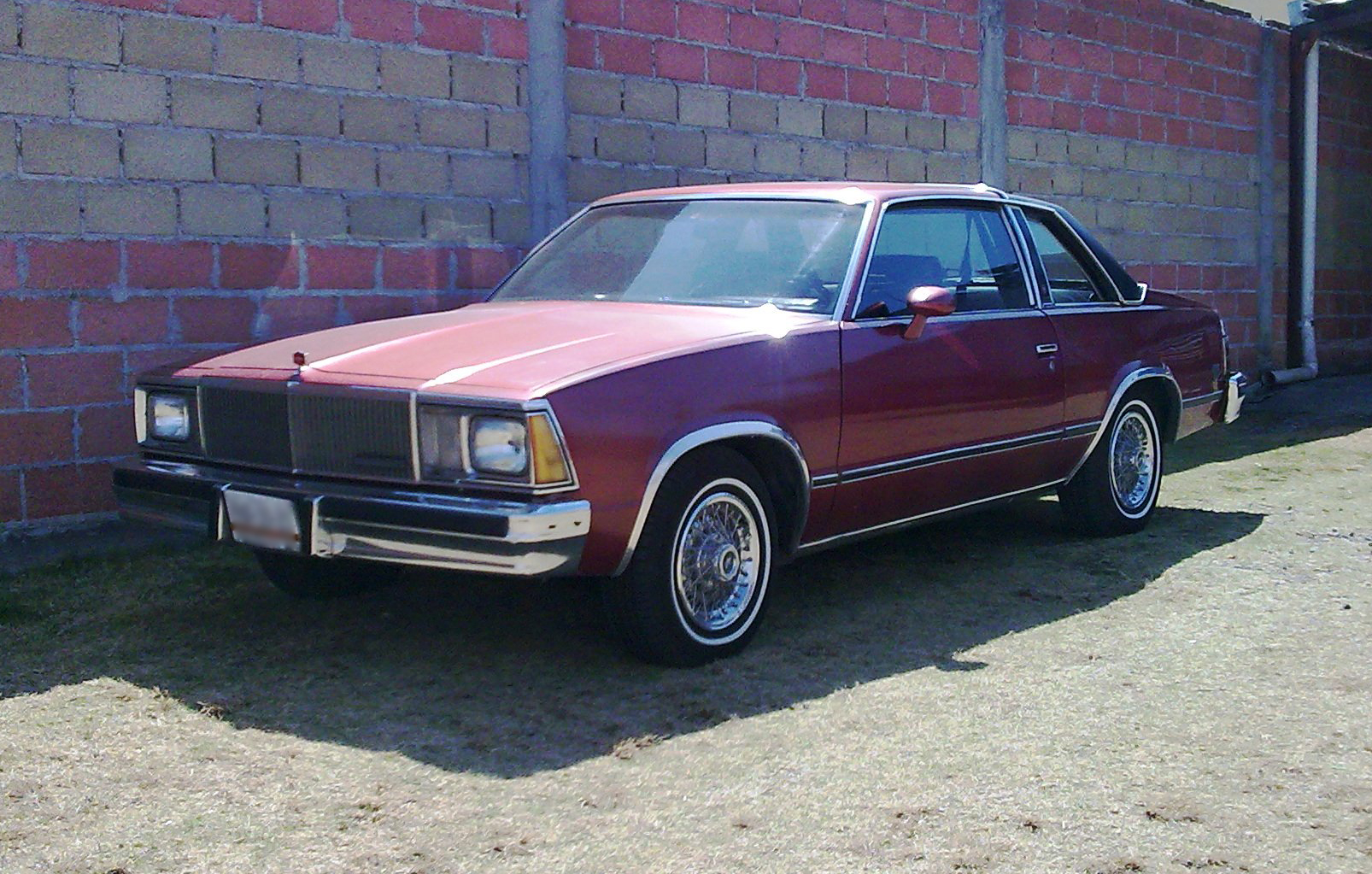
De meteoriet doorboorde de kofferbak van een rode Chevrolet Malibu uit 1980, zoals hierboven getoond.

De meteoriet vloog over West Virginia en Pennsylvania om vervolgens om 19:50 de kofferbak van een geparkeerde rode Chevrolet Malibu (bouwjaar 1980) te doorboren en een gat in het wegdek onder de auto te slaan. De benzinetank van de wagen werd net niet geraakt. De eigenares was de 17-jarige Michelle Knapp. Zij hoorde de inslag vanuit haar woning en beschreef deze later als "a three-car crash". Toen ze naar buiten rende vond ze de meteoriet die nog steeds warm was en naar zwavel rook. 
Michelle Knapp verkocht de meteoriet voor het bedrag van $69.000. De Chevrolet, die ze voor $300 had gekocht, verkocht ze voor $10.000 aan Iris Lang, de vrouw van de meteorietenverzamelaar Al Lang.

## Tentoonstellingen
Tegenwoordig is het grootste deel van de meteoriet en het autowrak te zien in de Macovich Collection of Meteorites en zijn kleinere monsters van de meteoriet te zien in het Field Museum of Natural History in Chicago en het National Museum of Natural History in Washington. De gemolesteerde Chevrolet Malibu werd in diverse musea over de wereld tentoongesteld, waaronder het American Museum of Natural History in New York en Muséum national d'histoire naturelle in Frankrijk.

## Trivia

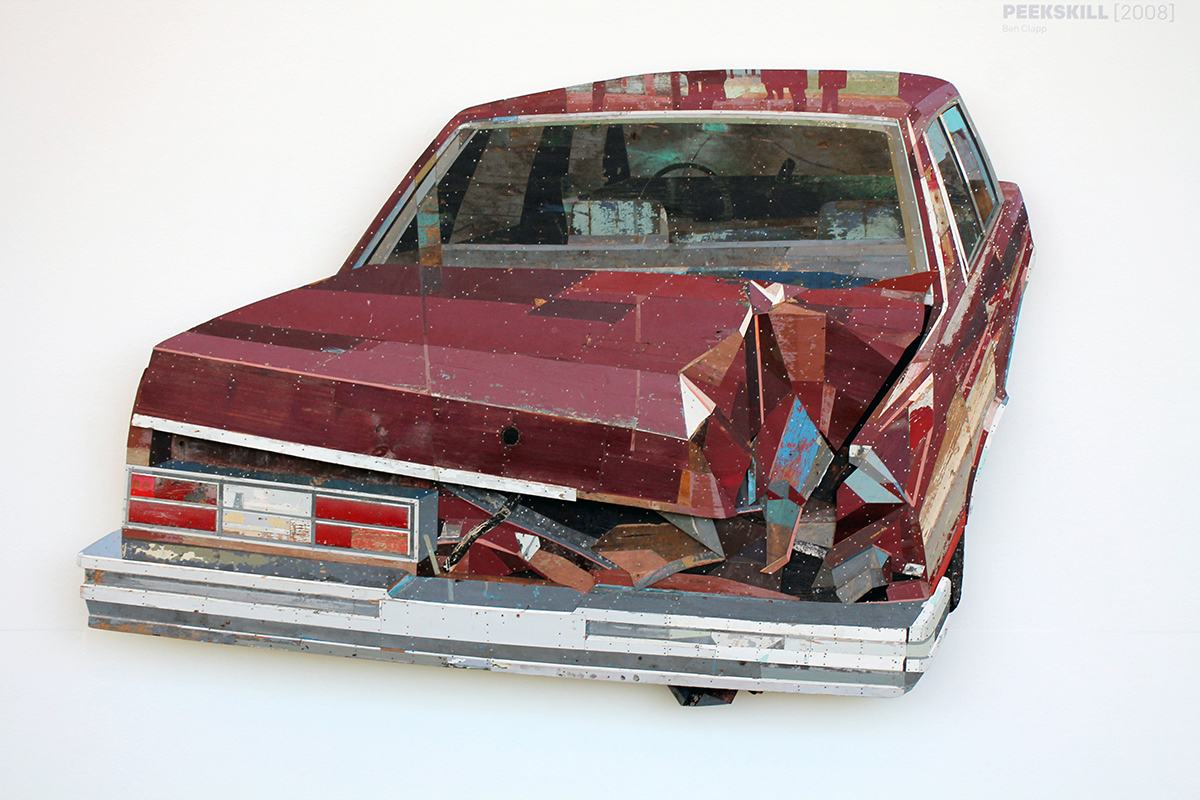
Peekskill (2008, particuliere collectie Londen, Engeland)

De Nederlandse kunstenaar Ron van der Ende maakte in 2008 een bas-reliëf van de getroffen Chevrolet, getiteld Peekskill. Het werk is anderhalve meter breed en bestaat geheel uit sloophout.